# Alcoholpercentage
Met het alcoholpercentage van een sterkedrank doelt men meestal op het volumepercentage (% vol) aan ethanol dat deze drank bevat. Dit is niet hetzelfde als het massapercentage, aangezien ethanol een lagere dichtheid (ca. 0,79) heeft dan water. In de meeste landen wordt dit percentage op de verpakking van alcoholische dranken vermeld. Ook op niet voor menselijke consumptie bestemde vloeistoffen als spiritus wordt dit percentage vaak vermeld. Men spreekt internationaal ook wel van alcohol by volume (abv) of graden Gay-Lussac. In de Verenigde Staten spreekt men van graden proof, gerelateerd aan de capaciteit van de drank om buskruit (nog steeds) tot ontbranding te brengen wanneer dit is doordrenkt met de alcoholische vloeistof.

## Alcoholpercentages
| drank                   | alcoholpercentage                                 |
| ----------------------- | ------------------------------------------------- |
| vruchtensap             | minder dan 0,1% vol                               |
| alcoholvrij bier        | minder dan 0,1% vol                               |
| alcoholarm bier         | 0,1% vol - 1,2% vol                               |
| kvas                    | 0,05% vol - 1,5% vol                              |
| komboecha               | 0,5% vol - 1,5% vol                               |
| chica                   | 1% vol - 3% vol                                   |
| cider                   | 2% vol - 8.5% vol                                 |
| bier                    | 1,2% vol - 12% vol                                |
| alcopops en mixdrankjes | 5% vol - 8% vol                                   |
| makgeolli               | 6,5% vol - 7% vol                                 |
| mede                    | 8% vol - 16% vol                                  |
| wijn                    | 8,5% vol - 15% vol                                |
| sherry                  | 15% vol - 20% vol                                 |
| sake                    | 15% vol - 20% vol                                 |
| port                    | 18% vol - 20% vol                                 |
| versterkte wijn         | 15,5% vol - 22% vol                               |
| likeur                  | 15% vol - 55% vol                                 |
| soju                    | 17% vol - 45% vol                                 |
| shochu                  | 25% vol - 45% vol                                 |
| mondwater               | < 27% vol (niet bedoeld voor consumptie)          |
| kruidenbitter           | 28% vol - 45% vol                                 |
| jenever                 | 28% vol - 38% vol                                 |
| wodka                   | 35% vol - 50% vol                                 |
| tequila                 | 35% vol - 60% vol                                 |
| baijiu                  | 35% vol - 60% vol                                 |
| brandewijn              | 36% vol - 60% vol                                 |
| rum                     | 37,5% vol - 80% vol                               |
| cognac                  | 40% vol                                           |
| ouzo                    | 40% vol                                           |
| whisky                  | 40% vol - 65% vol                                 |
| gin                     | 40% vol - 55% vol                                 |
| raki                    | 42% vol - 86% vol                                 |
| absint                  | 42% vol - 89,9% vol                               |
| parfum en aftershave    | 50% vol - 80% vol (niet geschikt voor consumptie) |
| ontsmettingsalcohol     | 70% vol (niet geschikt voor consumptie)           |
| spiritus                | 85% vol (niet geschikt voor consumptie)           |
| zuivere alcohol         | 96% vol (niet geschikt voor consumptie)           |
| absolute alcohol        | > 99% vol (niet geschikt voor consumptie)         |